# 提籃

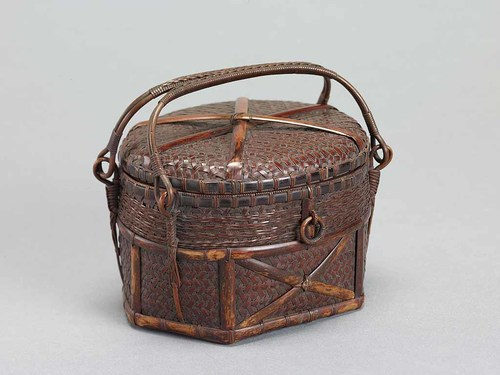
京都国立博物館が所蔵している提籃

提籃（ていらん）は煎茶道で使う茶道具の一つ。煎茶道具一式を収納する籠。箱形式の場合は提げ重箱（さげじゅうばこ）と呼ぶ。本来野点で使う道具であり、室内では余り使わないとされる。

## 歴史
中国から煎茶が伝来したときに一緒に渡来した道具の一つ。文人趣味と密着した意味を持つ道具であった。文人趣味では風光明媚な場所で思いのままに茶を喫し、漢詩を読んだり絵を描くのを興趣とした。そのため、茶道具一切を屋外へ持ち運びするために誕生したのが提籃である。大陸の文人に近づくことを目標とした日本の文人達は、煎茶道具の中でもとりわけ文人趣味の象徴といえるこの道具を寵愛した。
しかし、現代において中国で生産される物には粗製濫造品が増え、一方の国産品は煎茶道愛好家の需要や好みを満足させるレベルに達しておらず、入手が非常に困難な道具の一つとなっている。

## 形状
竹や藤を組んで作った籠であり、長方形が多いが、円形の物もある。重箱状に2段、3段となっている物もある。伝世品には籠の取っ手に中国風の凝った彫刻が施された異国情緒漂わせる物も多い。